# Sun Lutang

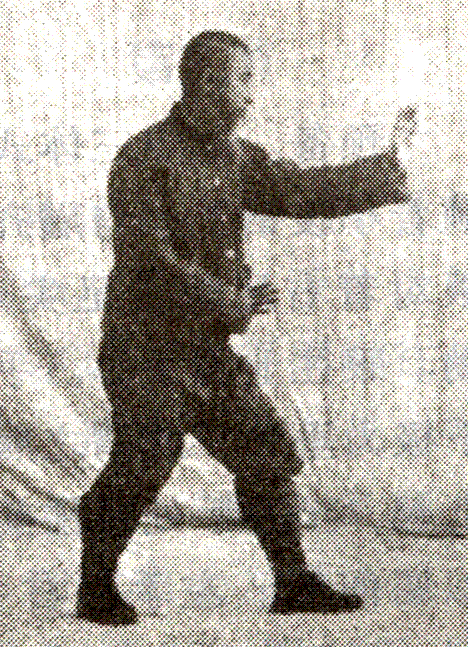
Sun Lutang

Sun Lutang (chinesisch 孫祿堂 / 孙禄堂, Pinyin Sūn Lùtáng, W.-G. Sun Lu-t’ang, * 1861 im historischen Kreis Wán im Dorf Dōngrènjiā, heute Shunping, administrativ zu Wangdu gehörend in der Provinz Hebei, Kaiserreich China; † 16. Dezember 1933, Republik China) war ein Meister der chinesischen inneren Kampfkünste (Neijiaquan) und Gründer des Sun-Stils des Taijiquan. Darüber hinaus gilt er als neokonfuzianischer und daoistischer Gelehrter.
Sun Lutang wurde zunächst durch sein Xingyiquan und Baguazhang bekannt, welche er von berühmten Lehrern seiner Zeit, Guo Yunshen und Cheng Tinghua, erlernte. Erst im Alter von 50 Jahren lernte Sun Lutang den Wu-Hao-Stil des Taijiquan von Hao Weizhen. Auf dessen Basis entwickelte er seinen eigenen Stil des Taijiquan (Sun-Stil-Taijiquan), in den er Elemente des Xingyiquan und Baguazhang einfließen ließ.
Anders, als die meisten Kampfkünstler seiner Zeit, war Sun Lutang gebildet. Er hat zahlreiche Bücher veröffentlicht, die auch heute noch als Standardwerke für die inneren Kampfkünste gelten, und die dabei halfen, die Kampfkünste nicht nur als Betätigung der ungebildeten Schichten zu etablieren. Auch die Popularisierung der Einteilung der chinesischen Kampfkünste in innere und äußere Stile geht vor allem auf ihn und seine Bücher zurück.